# Tropfstein

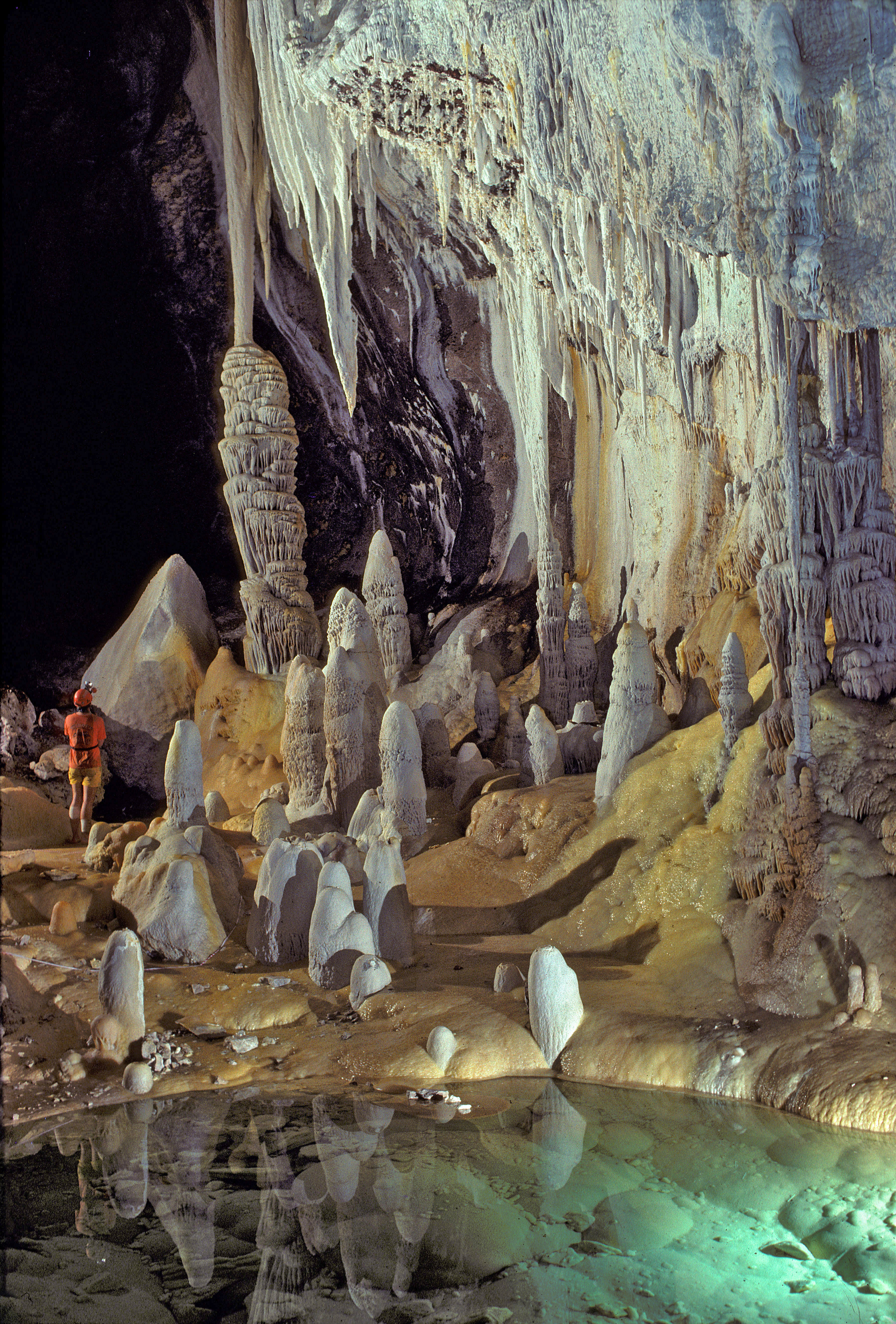
Tropfsteine in der Lechuguilla Cave, New Mexico, USA

Tropfsteine sind generell Steine, die als Sinter durch tropfendes Wasser entstehen.

## Begriffsklärungen

### Tropfstein und Speläothem
Dabei wird in der Umgangssprache weder der Ort, an dem sie entstehen (Höhle, Bergwerk, Gebäude usw.), noch die chemische Zusammensetzung unterschieden. In den letzten Jahren hat sich jedoch zunehmend die Einschränkung auf Kalkablagerungen und die Entstehung in Höhlen durchgesetzt. Kohlensäurehaltiges, fließendes und insbesondere tropfendes Wasser mit in der Regel sehr geringem Wasserfluss ist dabei Ursache der langsamen Ablagerung von Calcit. Kohlendioxid-Gas entweicht und dabei fällt Calciumcarbonat aus. Tropfsteine sind daher mit dem Travertin verwandt.
In jüngster Zeit findet zunehmend der Begriff Speläothem Verwendung, der von dem englischen speleothem abgeleitet ist. Er bezeichnet jedoch alle Arten von sekundären Ablagerungen in Höhlen (speläologische (höhlenkundliche) Sedimentation) und umfasst damit neben Tropfsteinen auch andere Formen.

### Systematik der Speläotheme
- Tropfsteine

Modellversuch zur Tropfsteinbildung: Wachstum einer etwa sechs Zentimeter langen Tropfsteinsäule beim Eintropfen einer Lösung aus Zink- und Kupfersulfat in eine Ammoniakatmosphäre. Der Stalagmit sitzt auf einer hochkant gestellten Plexiglasplatte, deren oberer Rand sichtbar ist. Die Zeitspanne zwischen erstem und letztem Bild beträgt ungefähr 15 Minuten.

  - Deckensinter (an der Höhlendecke)
    - Sinterröhrchen (Bildbereich B – Röhrchensinter, „Makkaroni“)
    - Stalaktiten (Bildbereich A)
    - Deckensinterleisten
    - Sinterfahnen (Bildbereich F)
    - Sintervorhänge (Bildbereich G)

  - Wandsinter (an der Höhlenwand)
    - Sinterkrusten
    - Sinterfälle
    - Baldachine
    - Knöpfchensinter (Perlsinter, Blumenkohlsinter)

  - Solensinter (im Bodenbereich)
    - Stalagmiten
    - Sinterwälle
    - Sinterdecken
    - Sinterbecken (Bildbereich J)
    - Wandsinterkränze
    - Sinterterrassen (Bildbereich L)

  - Lose Sinterformen (frei im Höhlenraum liegend)
    - Höhlenperlen
    - Kalkhäutchen
    - Wandsinterleisten

  - Sonstige
    - Stalagnat (Bildbereich E – zusammengewachsener Stalaktit und Stalagmit, an Höhlendecke und -boden gleichzeitig vorkommend)
    - Excentriques (Bildbereich H – an Höhlenwand und -decke vorkommend)
    - Mondmilch (Bildbereich I)

Verschiedene Tropfsteinformen
Tropfsteinbildung

### Stalaktit, Stalagmit oder Stalagnat

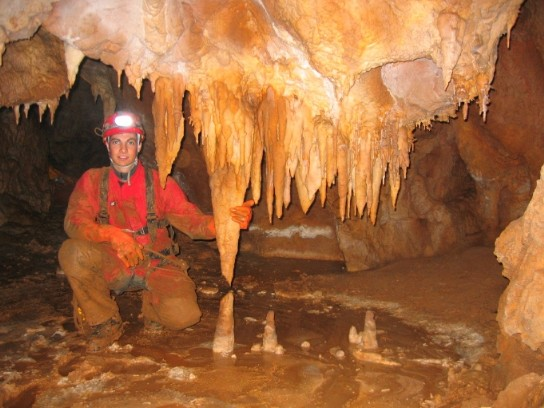
Hängende Stalaktiten und stehende Stalagmiten in der Gasselhöhle, Ebensee

Je nach Anordnung des Tropfsteins spricht man von Stalaktit, Stalagmit oder Stalagnat, wobei der letzte Begriff im allgemeinen Sprachgebrauch weniger verwendet wird, da die durchgehende Säulenform verhältnismäßig selten vorkommt.

### Eselsbrücken
- Die Form der Großbuchstaben «M» und «T» kann als Eselsbrücke dienen. So genügt die Form des T als Erinnerung, dass die StalakTiten von der Decke herunterhängen.
- Eine bekannte Eselsbrücke ist: „Die Mi(e)ten steigen und die Tit(t)en hängen“.
- Im Englischen hilft der folgende Spruch: „Stalagmites grow from the ground, stalactites come from the ceiling“, im Französischen „La Stalagmite monte, la stalactite tombe“ (monter „steigen“ und tomber „fallen“).

## Entstehung
Der Niederschlag nimmt aus der Atmosphäre Kohlenstoffdioxid auf, versickert im Boden und nimmt dort organische Säuren auf. Dadurch kann aus dem Kalkstein Calciumcarbonat (Kalk) im Wasser gelöst werden. Dieser gelöste Kalk verbindet sich mit dem Kohlenstoffdioxid zu Calciumhydrogencarbonat, welches gut wasserlöslich ist. Beim Erreichen einer Höhlendecke tropft diese Lösung durch vorhandene Felsspalten. Beim nun erfolgenden Zutritt von Luft entweicht das Kohlenstoffdioxid, das Calciumhydrogencarbonat wandelt sich wieder in das schwer wasserlösliche Calciumcarbonat (Kalk) um. Das Wasser verdunstet, übrig bleibt Kalk, welcher im Verlauf größerer Zeiträume die Tropfsteine bildet.

### Chemie und Formen

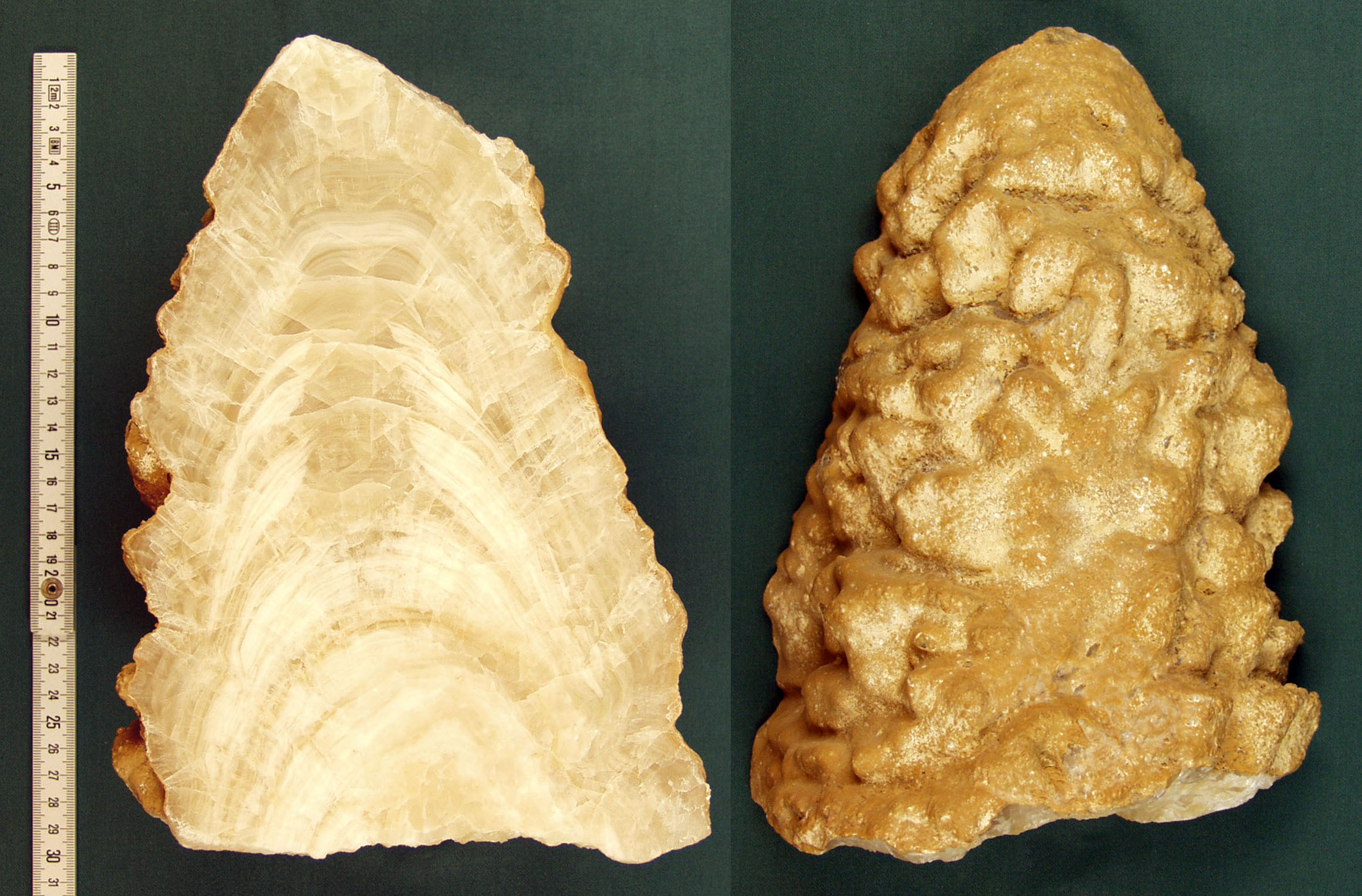
Schnitt durch einen Stalagmiten mit Wachstumsstreifen, links

Während das kohlensäurehaltige Wasser durch den Karst fließt, löst es den Kalkstein bis zur Kalksättigung in sich auf. Wenn es dann auf einen Hohlraum trifft, fließt das Sickerwasser an der Decke entlang, verliert an Fließgeschwindigkeit und bildet aufgrund der Oberflächenspannung Tropfen. Dabei gibt es CO2 ab, was zur Ausfällung von kristallinem CaCO3 führt. Dieser Sinter-Kalk bildet den von der Decke herabhängenden Tropfstein, den Stalaktiten. Der auf den Boden auftreffende Tropfen enthält noch etwas Kalk. Beim Aufprall des Tropfens wird nochmals CO2 freigesetzt und Kalk fällt aus. Entsprechend wächst ein weiterer Tropfstein vom Boden in die Höhe und bildet einen Stalagmiten. Stalagmiten und Stalaktiten können auch als Säule zusammenwachsen und werden dann Stalagnat genannt. Die Verdunstung des Wassers spielt nur in wenigen Höhlen bzw. Höhlenteilen, z. B. an Höhleneingängen eine Rolle. Durch im Wasser gelöste Mineralien können Tropfsteine unterschiedliche Färbungen aufweisen.

### Dissoziationsgleichungen
Ca2+ + 2 HCO3−  ⇌  CaCO3 + H2O + CO2
oder auch
Ca2+ + 2 HCO3−  ⇌  CaCO3 + H2CO3
Siehe auch: Wasserhärte#Kalk-Kohlensäure-Gleichgewicht und Carbonat-Silicat-Zyklus zum Chemismus der Sinterbildung.

### Tropfsteine aus anderen Materialien

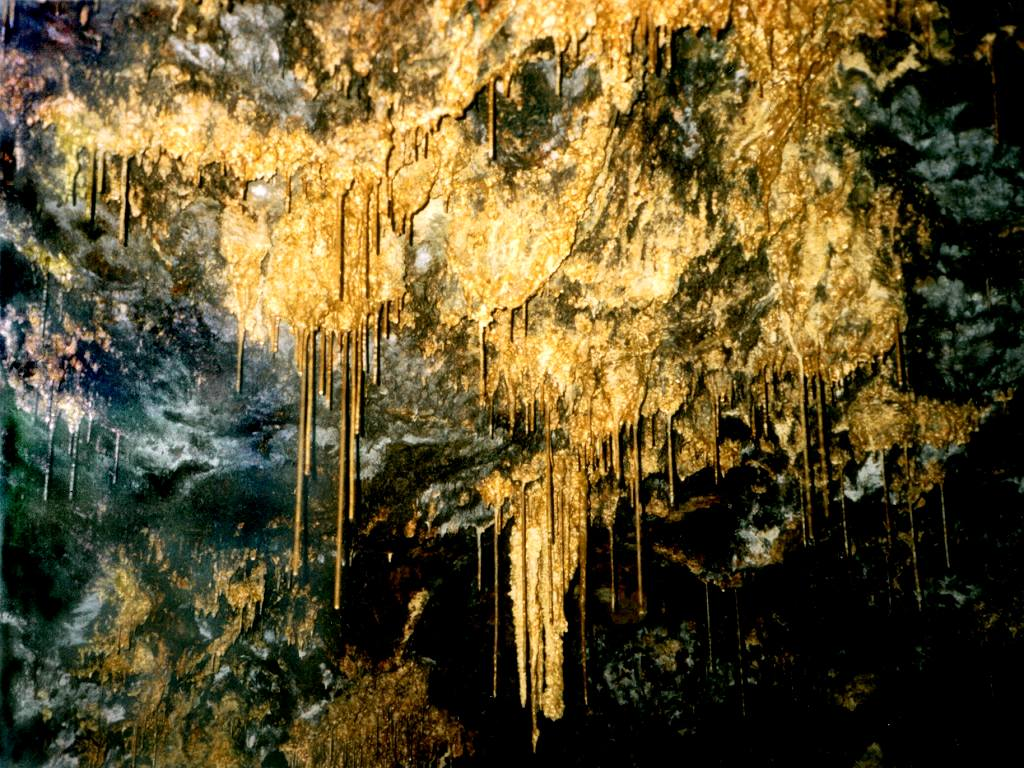
Etwa 40 cm lange Diadochit-Stalaktiten im Alaunwerk Mühlwand

Tropfsteine entstehen nicht nur aus Kalk. In den Besucherbergwerken Feengrotten in Saalfeld, Morassina in Schmiedefeld (beide in Thüringen) und Alaunwerk Mühlwand in Reichenbach (Sachsen) kann man zum Teil farbenprächtige Exemplare aus Diadochit bestaunen. Diadochit-Tropfsteine wachsen erheblich schneller als Tropfsteine aus Kalk, allerdings sind sie mechanisch weniger stabil.
Eiszapfen entstehen ähnlich wie Tropfsteine und können daher vergleichbare Formen ausbilden.
Aus SiO2 bestehen die kleinen, unscheinbaren Sinterwarzen im Sandsteinkarst, die man weltweit beobachten kann.

## Wachstumsgeschwindigkeit und Tropfsteinalter
Tropfsteine entstehen und wachsen im menschlichen Maßstab gesehen nur sehr langsam. Die genaue Geschwindigkeit des Tropfsteinwachstums variiert jedoch und hängt von mehreren Faktoren ab:
- Kalk-Konzentration im Wasser
- CO2-Gehalt im Wasser und in der Höhle
- Menge des herabtropfenden Wassers
- Temperatur

Sehr beliebt bei Höhlenführern sind Angaben über die Wachstumsgeschwindigkeiten von Tropfsteinen. Dabei werden durchaus realistische Messungen von 8 bis 15 Millimeter pro 100 Jahre zugrunde gelegt. Nicht legitim ist jedoch die Verallgemeinerung auf die gesamte Höhle sowie das lineare Hochrechnen auf die Tropfsteingröße. Ein Stalaktit mit einem Meter Länge ist also höchstwahrscheinlich nicht genau 10.000 Jahre alt.
In der Charlottenhöhle kann man einen drei Zentimeter großen Tropfstein sehen, der auf den Leitungen der historischen elektrischen Beleuchtung gewachsen ist. Damit ist das Alter bekannt (seit Installation der Leitung, etwa 110 Jahre) und es ist möglich, die Wachstumsgeschwindigkeit auszurechnen. Das Ergebnis kann nicht verallgemeinert werden, auch benachbarte Tropfsteine können sehr unterschiedliche Wachstumsgeschwindigkeiten besitzen. Der erwähnte Tropfstein befindet sich unter einer Doline mit Humusfüllung und sehr hoher CO2- und Huminsäurenproduktion. Dadurch ist die Wachstumsgeschwindigkeit räumlich sehr eng begrenzt ca. verfünffacht.
Maßgeblich beeinflussen auch die Umweltbedingungen das Wachstum. Die Wachstumsraten schwanken mit klimatischen Änderungen, da sich dabei die oben angegebenen vier Parameter ändern. Im Wechsel von Kaltzeiten und Warmzeiten schwankt das Wachstum sehr stark. Während einer Kaltzeit kann es, durch die Versiegelung des Bodens aufgrund der Bildung von Permafrost, zu einer Unterbrechung des Wachstums kommen. In der letzten Warmzeit war es wärmer und feuchter als heute, so dass die Wachstumsgeschwindigkeit höher gewesen sein kann. Vermutlich entstand bei oben genanntem Beispiel ein erheblicher Teil des Tropfsteins vor der letzten Kaltzeit. Das Wachstum wurde unterbrochen und erst nach dem Ende der Kaltzeit vor etwa 8.000 Jahren fortgesetzt. Generell meint man deshalb heute mit dem Alter eines Tropfsteins die Warmzeit, während deren der größte Teil des Tropfsteins gebildet wurde.
Schließlich sei noch darauf hingewiesen, dass häufig nur von der Wachstumsgeschwindigkeit von „Tropfsteinen“ geredet wird. Dabei wird vernachlässigt, dass die Geschwindigkeit auch von der Form abhängt. Sinterröhrchen können sehr schnell wachsen, nach dem Übergang zum Stalaktit wird die Geschwindigkeit jedoch deutlich geringer, da nun die gleiche Menge Material auf einer größeren Fläche abgelagert wird. Die Wachstumsgeschwindigkeit der zugehörigen Stalagmiten unterscheidet sich wiederum drastisch. Jegliche Angabe, die diese Unterschiede nicht berücksichtigt, hat keinerlei wissenschaftlichen Wert.
Die Wachstumsgeschwindigkeit ist jedoch eine wichtige Kennzahl, wenn sie aus sinnvollen Messungen abgeleitet wird. Dazu wird das Alter entnommener Proben mit einer geeigneten geophysikalischen Methode (14C, U/Th oder O; siehe Geochronologie) bestimmt. Nun kann zwischen Messpunkten mit erkennbar homogenem Wachstum dazwischen eine aussagekräftige Wachstumsgeschwindigkeit errechnet werden. Diese lässt dann durchaus Rückschlüsse auf die klimatischen Bedingungen während der Entstehung des Tropfsteins zu.

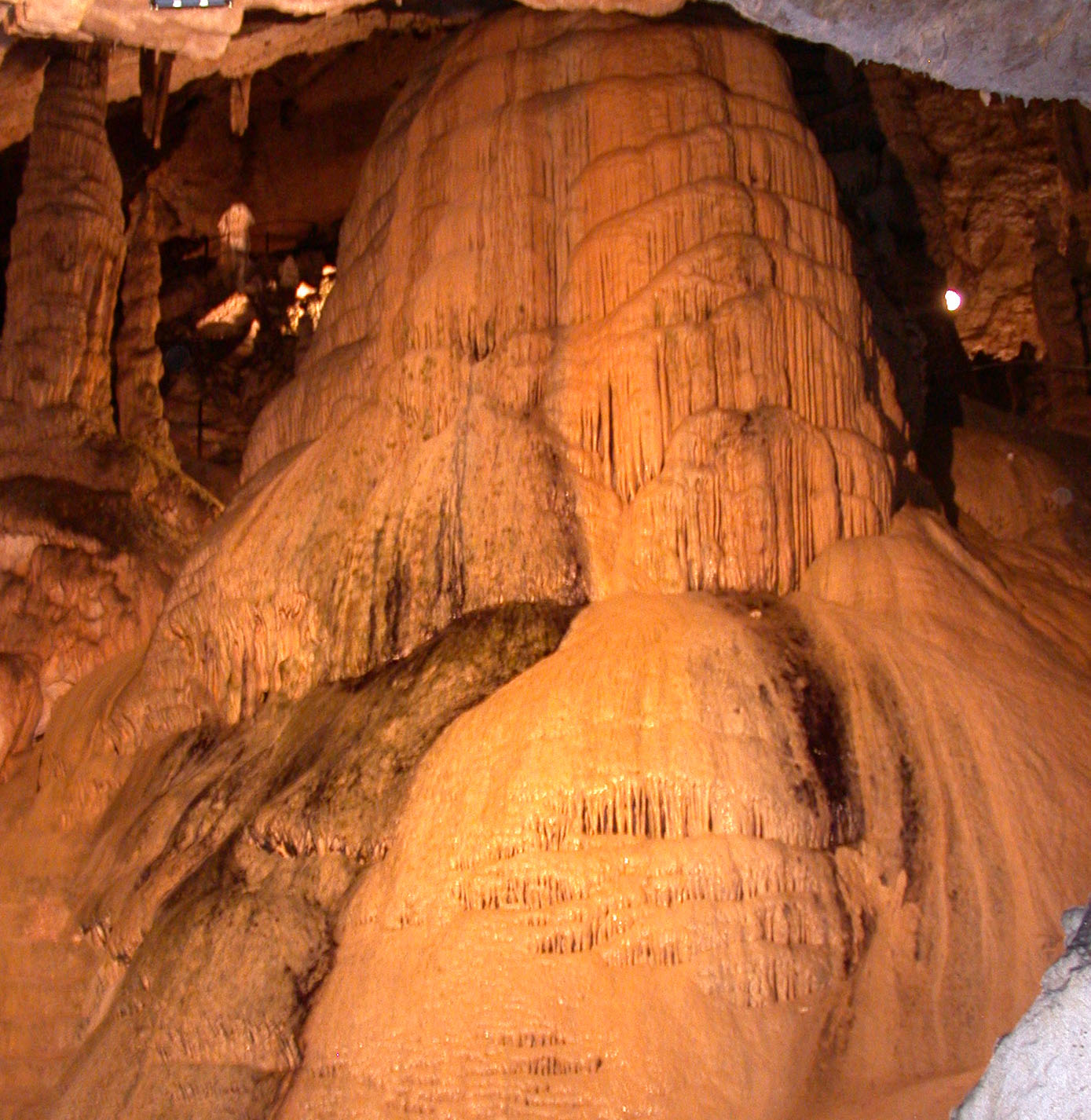
Riesiger Stalagmit in den Grotten von Réclère (Schweizer Jura)
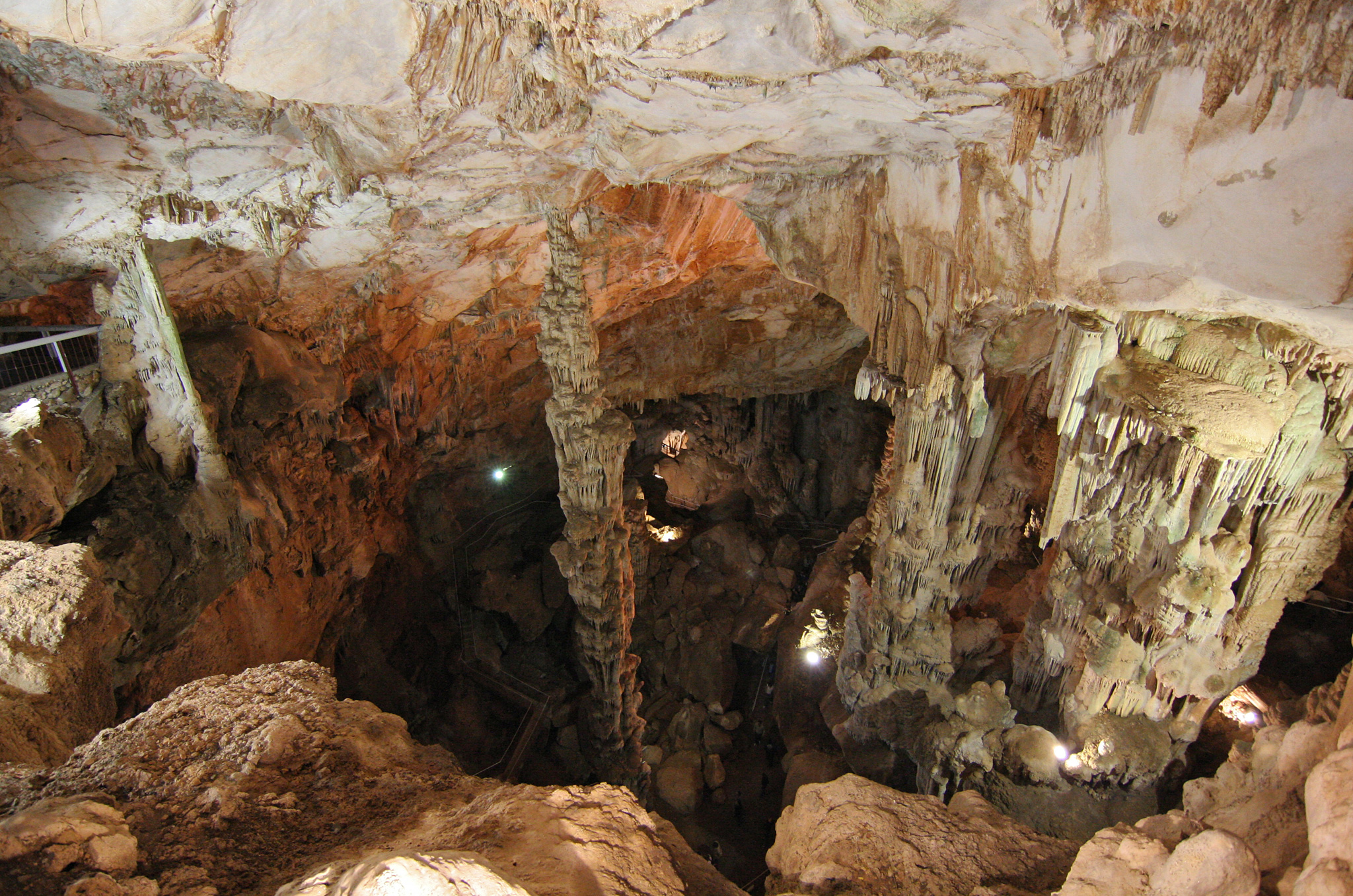
Der Stalagnat in der Mitte der Grotta di Ispinigoli ist mit 38 m Höhe der größte Tropfstein Europas
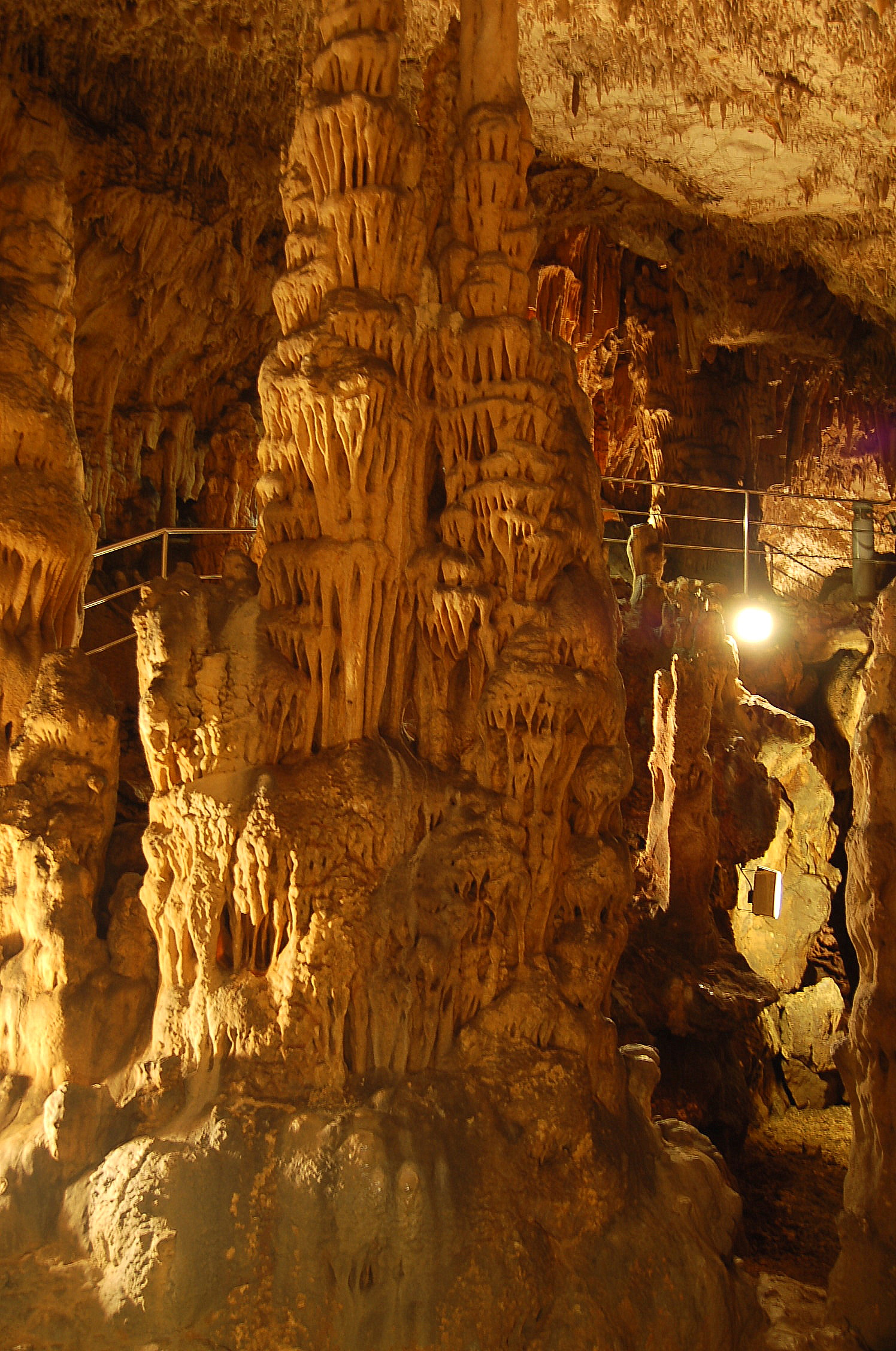
Doppelter Stalagnat in der Tropfsteinhöhle Biserujka
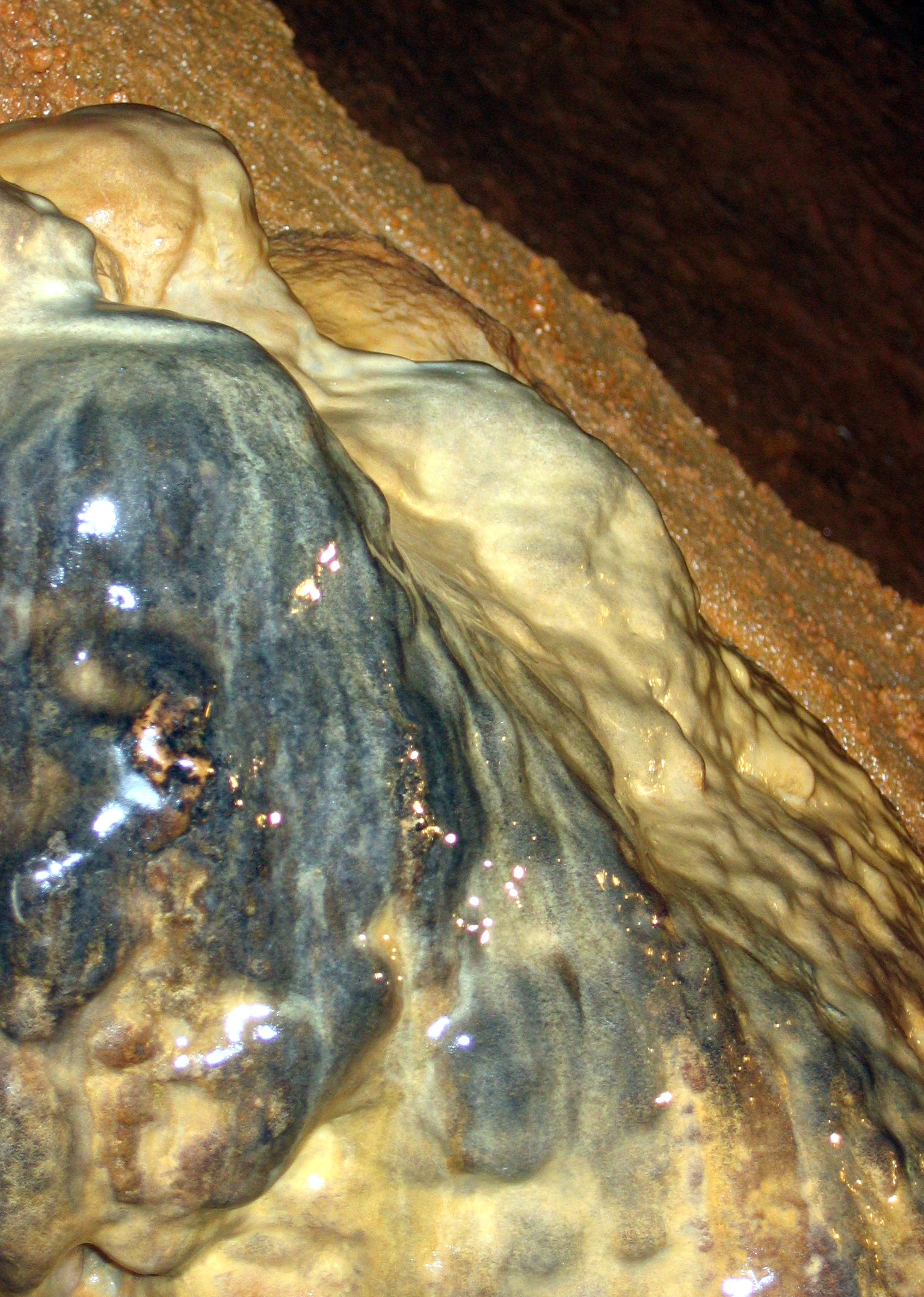
Durch Berührung abgestorbener Stalagmit in der Kubacher Kristallhöhle

Das Wachstum der Tropfsteine kann durch Höhlenbesucher gestört werden. Berührt man einen Tropfstein, so setzt sich Fett von der Haut ab und verhindert an dieser Stelle zukünftige Kalkablagerungen.

## Tropfstein-Vorkommen

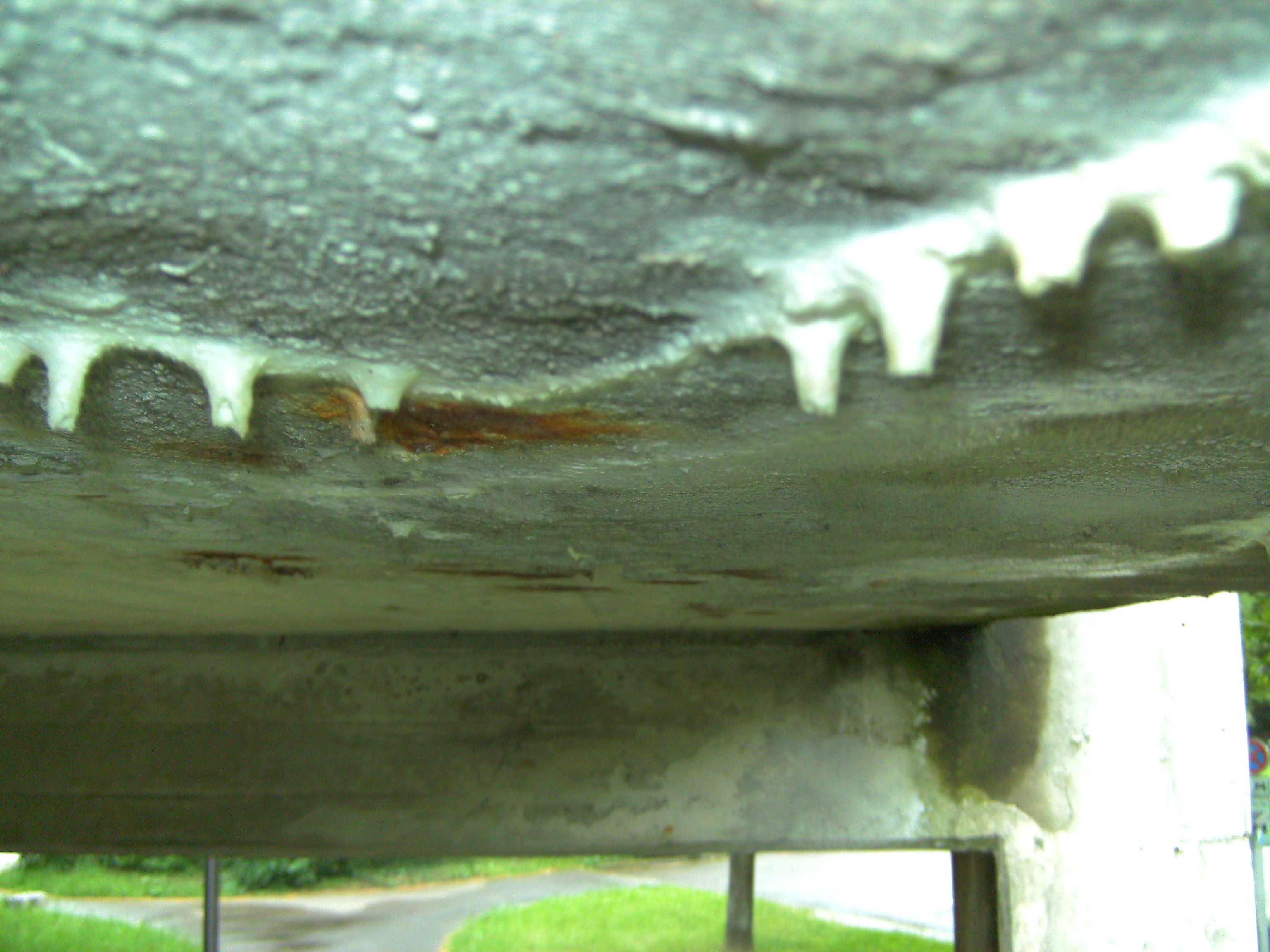
Tropfsteine an Beton

Grundsätzlich befinden sich in allen Höhlen weltweit, die in Karst- und Kalkgesteinsregionen liegen, Tropfsteine. Diese Höhlen werden als Tropfsteinhöhlen bezeichnet.
Tropfsteine können sich auch an älteren Bauwerken bilden, wenn Calciumhydroxid aus Zement oder Beton gelöst wird und dann mit dem Kohlendioxid der Luft reagiert.